# Micheil Korkia
Micheil Sjotas dze Korkia (georgiska: მიხეილ შოთას ძე ქორქია, ryska: Михаил Шотаевич Коркия: Michail Sjotajevitj Korkija), född 10 september 1948 i Kutaisi i dåvarande Georgiska SSR i Sovjetunionen, död 7 februari 2004 i Tbilisi i Georgien, var en sovjetisk (georgisk) basketspelare som tog tog OS-guld 1972 i München och OS-brons 1976 i Montréal.